# Кыргыз (казахский род)
Кыргыз (каз. Қырғыз) — казахский род, по казахскому шежире (родословной) не входит в состав трёх казахских жузов. Казахи родов Кыргыз сформировались в конце XVII - XVIII века на территориях Кокшетауской области, Каркаралинского района Карагандинской области и Жетысуской области Республики Казахстан. Делятся на ескі (старый) и жаңа (новый), т.е. в Центральном и Северном Казахстане группа казахов рода кыргыз являются потомками енисейских кыргызов, известна под названием «ескі кыргыз - старые кыргызы», которая до периода правления Абылай хана предположительно ранее проживала на этих местах и «жаңа кыргыз», которая прибыла в период Абылай хана. За несколько веков совместного сосуществования на территории среднего жуза они переплелись многочисленными родственными, культурными и духовными связями.
Рода Кыргыз делятся на подрода: Бай кыргыз, Жана кыргыз, Кусшы кыргыз, Сару кыргыз, Жунды кыргыз и др.
Также в составе казахских жузов имеется подрод Кыргыз, название данного рода получено от праматери.

## Происхождение
Кыргызский этнический элемент занимает значительное место в этнической истории казахского народа. Казахи рода Кыргыз состоящие из разных ветвей (подродов), проживают во всех областях Республики Казахстан, то есть от реки Ыргыз на западе и до озера Зайсан на востоке; от озера Боровое на севере и до Шымкента на юге. Следует отметить, что казахи рода кыргыз не образуют единую племенную группу, а состоят из ряда подродовых подразделений. 

Род Кыргыз (Каракесек кыргызы) в Каркаралинском районе Карагандинской области:
В предгорьях горы Темиршы Каркаралинского района Карагандинской области и в Кызыларайском, Аксорайском районах Актогайского района, среди многочисленного рода Каракесек проживает народ, называющий себя кыргыз. Алькей Маргулан в своей книге «Древние легенды» аргументированно доказывает, что эти кыргызы не относятся к периоду правления Абылай хана, а относятся к ранее прибывшим ески кыргызам - старым кыргызам, которые уже несколько веков проживают среди казахов и переплелись многочисленными родственными связями. 
Алькей Маргуланом проведена работа по изучению и анализу древней поэмы «Манас батыр» по результатам которой он пришел к выводу и доказал, что, когда Манас прибыл на территорию Аркы он поселился в предгорье Бегазы. Согласно старинной легенде он отметил, что на вершине горы Бегазы была высечена каменная статуя Аккула боевого коня Манас батыра. Кроме того, ученый приводит достоверные факты о том, что поселившийся в Актогайском регионе человек по имени Манас, который принадлежит роду Танас является Манас батыром.
На территории Жидебайского сельского округа Актогайского района у подножия горы Корпетай расположена одна из старейших исторических мест - некрополь под названием «Тридцать семь батыров». Данное название широко используется в современной научной литературе, но его правильное историческое название – «Тридцать семь шора (батыров)». Для подтверждения, Алькей Маргулан в свих записях ссылается на исторические источники и старинные казахские легенды, что Манас прибыл на территорию Арку с сорока шора (батырами). В легенде сказано, что из сорока человек последовавших за Манасом выжило всего трое. Могильник из 37 героев расположенный у подножия Корпетая являются подтверждением погибших спутников Манаса. Люди, которые утверждают, что они из рода Кыргыз, являются потомками этих трех оставшихся в живых Шора (батыров).
В Каракесек кыргызы входят следующие подрода;  Жана кыргыз, Кусшы кыргыз, Сару кыргыз и Жунды кыргыз.
Примечание: Шора – батыр и воин-снайпер. Это не воинское звание. Понятие «шора» вышло из древней тюркской легенды. Джигит по имени Шора охотой спас от голодной смерти свое племя. Он был ловким воином, мастерски владел копьем. Отличившихся храбростью батыров и охотников в народе называли Шора.

Род кыргыз (Атыгай кыргызы) в Акмолинской и Кокшетауской областях:
Часть казахов рода кыргыз (жана кыргыз - новые кыргызы), с XVIII века проживает в северной части Казахстана. Формирование этой части казахов рода кыргыз связывают с походом Абылай хана против кыргызов, которые проживали на территории города Туркестан, в южной части Казахстана. После этой войны в Кокшетау приехали представители всех горных киргизов и попросили мирной жизни, для предотвращения дальнейшего кровопролития были оставлены аманаты: Есенгул из рода бугы оставил своего сына Наймана, род ары – сына Жанбалу, и род асык в качестве аманата оставил своего сына. По некоторым данным, количество аманата составило около 40 семей. Абылай хан разместил их на своих землях в окрестностях Кокшетау [3, 254 - с.].
Также Чокан Валиханов в своих записях о роде кыргыз отметил, что Абылай-хан поселил кыргызов среди казахского рода Атыгай, которые по истечению времени породнились с ними. Сегодняшние потомки Байкыргыз, Жана кыргыз, Сару кыргыз, и Кусшы кыргыз своим основателем (прародителем) считают Атыгай.
В 30-е годы XIX в., казахи из рода байкыргиз жили в северной части Казахстана на территории Кокшетауского округа. В одном документе, находящемся в Государственном архиве Акмолинской области, содержится такая информация: в Кокшетауском окружном Приказе имеется заявление, поданное 16 июля 1837 года, султану Караульной волости о включении нескольких волостей в состав Кокшетауского округа; в этом заявлении перечисляются названия некоторых волостей, и в ней указаны имена людей из волости Байкыргыз. В заявлении также содержатся сведения о главах семей рода Байкыргыз [4, 11-12 с.]. Во второй половине XIX века в Кокшетауском округе среди казахов поселились 350 семей рода кыргыз [3, 253 с.]. Вхождение кыргызского этнического элемента в состав казахского народа произошло и во второй половине XIX века. В то время часть киргизов, принадлежащих к роду бугы, из-за конфликта с другим киргизским родом сарыбағыш переселилась в Жаркентский уезд Жетысуйской области, а затем вошла в состав казахского народа [5, 15, 16, 17, 18 с.].
Род Кыргыз в Жетысуской области:
К началу XX века, казахи рода кыргыз, проживали в ряде районах юго-восточного Казахстана. Например, по данным 1911 года, в Лепсинском уезде Жетысуйской области у рода кыргыз было три хозяйства. Эти три хозяйства располагались в Аягозской волости и принадлежали 7-администрации аула. Зимовка этого казахского рода бала в ущелье Бургон [5, 70 с.]. Казахи рода кыргыз также встречаются в составе общин юго-восточной части Казахстана: «В общей сложности существует пять родовых групп: суюндык, ақымбек, кошек, ауез и кыргыз. Группа Кыргызов, которая женилась на дочерях рода кошек и осталась с этим родом происходит от кара кыргыз Толенды. Зимовки расположены в ущельях Жиренайгыр и Кастек. Пахотные земли общины орошаются шестью канавами – Байшымыр, Шынасыл, Барамбай, Каскарау, Тамабай и Каратоган» [5, 111 с.].
Перемещение казахов рода кыргыз продолжалось десятилетиями, причем последняя из них (в Жетысу) произошла во второй половине XIX века.
Род Кыргыз имеется также в родоплеменных структурах ногайцев с тамгой «ᛙ» и башкир (племя Кыргыз) с тамгой «Х». Башкирское и казахское племя Кыргыз «ескі кыргыз» является потомками енисейских кыргызов, которые в VIII—X веках переселились на берега Сырдарьи, а затем на правобережье Волги.
На основании раннее переселившихся древних племен енисейских кыргызов, в башкирском роде кыргыз и казахском роде кыргыз «ескі кыргыз» используется общая тамга «Х». 

## Расселение
Представители рода Каракалпак/Калпак проживают на территориях: Акмолинской области, Кокшетауской области, Каркаралинского района Карагандинской области, Жетысуской области и Туркестанской области Республики Казахстан. 

## ДНК
'Каракесек кыргызы: ≈ 74% Y-ДНК гаплогруппа G1', которая идентична с ДНК племенем Аргын.
Атыгай кыргызы: ≈ 63% Y-ДНК гаплогруппа R1a1, Q1a3, N1b, а также C3, G1a

## Состав рода, тамга и уран[15]
| Род    | Подрод | Тамга (родовой знак) | Уран (родовой клич) | Численность рода |
| ------ | --- | -------------------- | ------------------- | ---------------- |
| Кыргыз | - Бай қырғыз - Жана қырғыз - Барақ - Тата - Құсшы - Қожан-Берлі - Жібек - Сарығұртқа - Сару - Көпекі - Қыпшақ-Қырғыз - Айдарбек - Әнел - Шырдай - Саяқ - Жүнді - Естек - Дейт - Алакөшек |                      | Енесай              | ≈ 12 000         |

## Известные представители
Каракесек қыргызы (Карагандинская область):
1. Серик Аксункарулы
2. Арман Каниев
3. Шара Баймолдакызы Жиенкулова (Кусшы)
4. Сергазы Ахметулы Жиенкулов (Кусшы)

Атыгай-Карауыл кыргызы (Кокшетауская область):
1. Шоже Каржаубайулы

Алимулы кыргызы (Актюбинская область):
1. Динмухаммед Канатулы Кудайбергенов